# Víctor Celestino Algarañaz
Víctor Celestino Algarañaz (ur. 6 kwietnia 1926) – boliwijski piłkarz, reprezentant kraju. Podczas kariery piłkarskiej występował na pozycji napastnika.

## Kariera piłkarska
Podczas kariery piłkarskiej Víctor Algarañaz występował w klubie Litoral La Paz. 

## Kariera reprezentacyjna
Víctor Algarañaz występował w reprezentacji Boliwii w latach czterdziestych i pięćdziesiątych. 
W 1949 roku wziął udział w Copa América na której Boliwia zajęła czwarte miejsce a Algarañaz wystąpił we wszystkich siedmiu meczach turnieju z Chile, Brazylią, Urugwajem (zdobył bramkę), Ekwadorem, Peru, Paragwajem i Kolumbią.
W 1950 Víctor Algarañaz wziął udział w mistrzostwach świata, gdzie wystąpił w jedynym meczu Boliwii z Urugwajem.